# Collage über B-A-C-H
Collage über B-A-C-H ist eine Komposition für Streicher, Oboe, Cembalo und Klavier des estnischen Komponisten Arvo Pärt aus dem Jahr 1964.
Diese Komposition besteht aus drei Sätzen, die nach traditionellen barocken Formen inspiriert und benannt sind:
1. Toccata
2. Sarabande
3. Ricercar